# Box Kids TV
Box Kids TV é um canal de televisão por assinatura brasileiro voltado ao público infantil, pertencente à programadora Box Brazil.Foi fundado em 1º de abril de 2022 , o canal tem como foco crianças de zero a sete anos, especialmente em fase pré-escolar.

## historia
Em 1º de abril de 2022, o canal Box Kids foi lançado pelo Grupo Box Brazil como um canal linear infantil voltado ao público pré‑escolar, a estreia ocorreu inicialmente para os assinantes Vivo .Segundo Cícero Aragon, CEO do Grupo Box Brazil, enquanto a televisão aberta reduziu investimentos em conteúdo infantil, a TV a cabo tem ampliado seu empenho “especialmente por conteúdos de qualidade.